# Senate House (université de Londres)
Pour les articles homonymes, voir Senate House.
Le Senate House est le centre administratif de l'université de Londres, qui, autrefois, incluait la School of Slavonic and Eastern European Studies (École des études supérieures slaves et est-européennes). Actuellement, il incorpore une partie des collèges de l'université de Londres et se situe au cœur de Bloomsbury, entre l’École des études supérieures orientales et africaines au nord et le British Museum au sud.
Le bâtiment principal est constitué de bureaux administratifs de l'université de Londres, incluant les bureaux du chancelier de l'université ainsi que la collection entière de la bibliothèque de la Senate House. L'édifice compte 19 étages, pour une hauteur de 64 mètres (210 pieds). L’entrée principale donne sur Malet Street à l'ouest tandis qu'un accès secondaire se trouve sur Russell Square à l'est.
Le bâtiment aurait été la principale inspiration de George Orwell pour le ministère de la Vérité dans son roman 1984.